# Gustavsberg
För andra betydelser, se Gustavsberg (olika betydelser).
Gustavsberg, tidigare stavat Gustafsberg, är en tätort och centralort i Värmdö kommun, 22 kilometer öster om centrala Stockholm. Av Värmdö kommuns cirka 45 000 invånare (2019) bor drygt 24 000 i tätorten Gustavsberg (antalet inkluderar Hemmesta).
Gustavsberg har haft en stor inflyttning och tätorten har vuxit i flera år. I väster ligger tätorten längs Farstaviken på Värmdön och bebyggelsen har under årens lopp utökats mot öster kring Torsbyfjärden. Separata orter som Mörtnäs, Hemmesta, Torsby och Grisslinge har vuxit ihop med Gustavsberg. Öarna Farstalandet och Ormingelandet har på grund av landhöjningen vuxit ihop.

## Historik

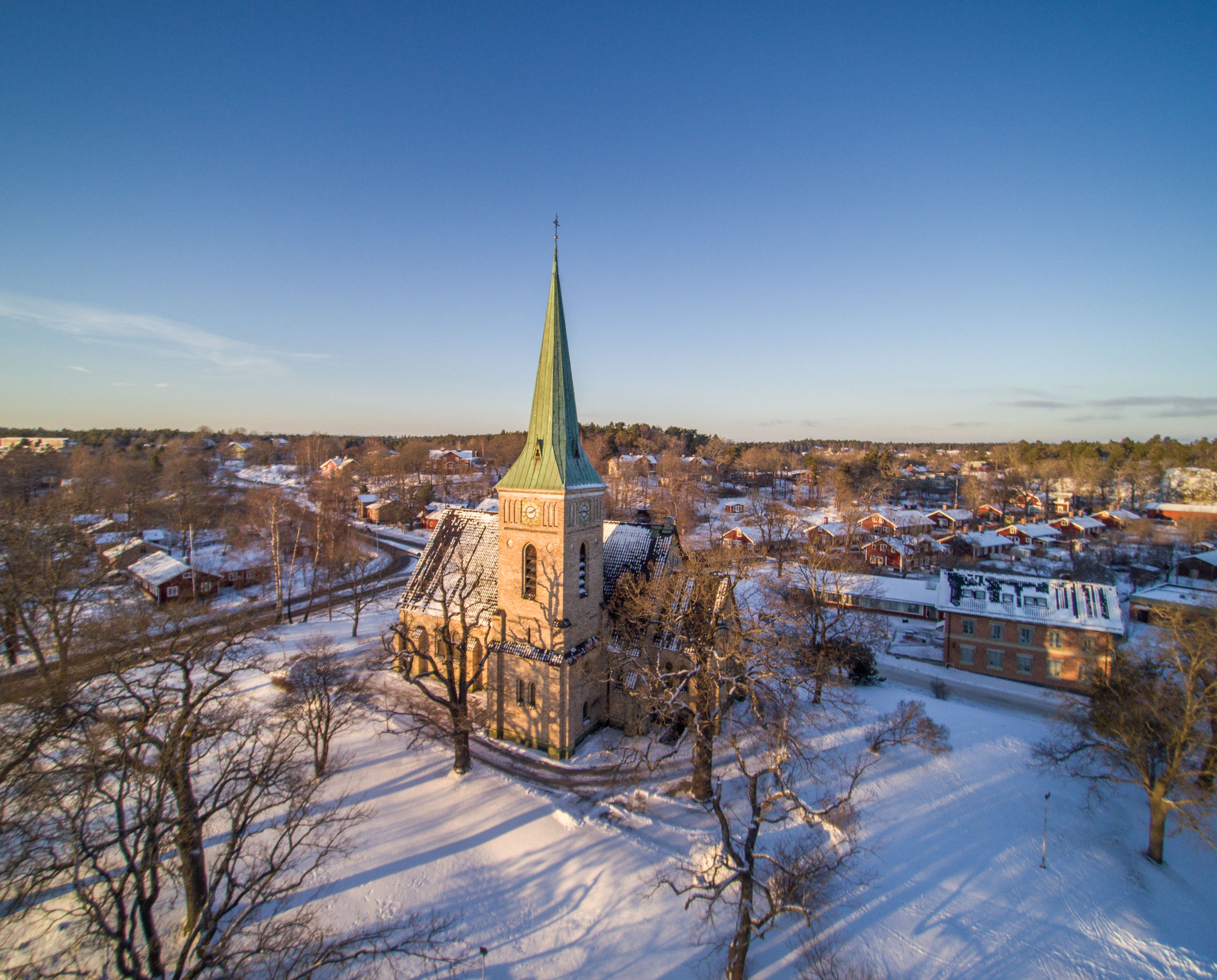
Vinterbild av Gustavsbergs kyrka i nutid.

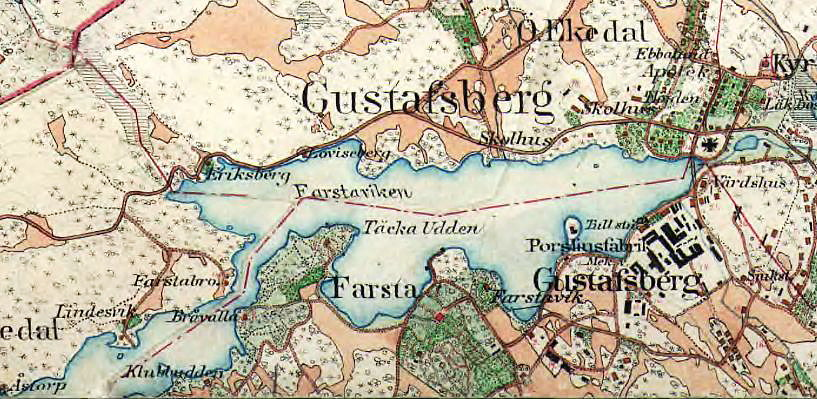
Inre delen av Farstaviken med Gustavsberg omkring sekelskiftet 1900.

Genom nuvarande Farstaviken, Gustavsbergs centrum och Ösbyträsk förlöpte under järnåldern en smal vattenled mellan Baggensfjärden och Torsbyfjärden. Leden började dock redan under vikingatiden bli grund. Ett gravfält väster om fabriksområdet, daterat till övergången från vikingatid till medeltid, visar att trakten var bebodd. Troligen låg en tidig gård med namnet Farsta söder om gravfältet.
Under medeltiden anlades flera gårdar i området och vid 1500-talets mitt fanns två skattegårdar i Farsta by, samt en vardera Östra och Västra Ekedal samt Gottholmä. År 1618 redovisade gårdarna i Farsta by 60 tunnland åkermark, vilket var ovanligt mycket i Stockholms skärgård.
År 1640 bytte Gabriel Gustafsson Oxenstierna till sig Farsta från kronan. Samma år ärvdes egendomen av Gustaf Gabrielsson Oxenstierna som lät bygga ett stenhus i Farsta. För att få byggmaterial anlades ett tegelbruk. Efter Gustaf Gabrielsson Oxenstiernas död byggde hans änka Maria Sofia De la Gardie färdigt huset och drev vidare tegelbruket, som hon 1661 benämnde Gustafsberg efter sin döde make. Farsta brändes i rysshärjningarna år 1719.
Vid enskiftet 1815 delades egendomen Farsta, och den östra fastigheten med tegelbruket fick namnet Gustafsberg. År 1821 köptes Gustafsberg av Herman Öhman från Grangärde, då grosshandlare i Stockholm, som redan arrenderat bruket några år. Han planerade först att utvidga tegelbruket men insåg att vattenfåran Kvarnströmmen kunde ge energi till en porslinsfabrik – vilket antogs vara profitablare.
Gustavsbergs landskommun och församling bildades 1902 genom en utbrytning från Värmdö landskommun/församling.
Gustavsbergs kyrka byggdes 1904–1906 med ritningar av Gustaf Améen.
I ett sent skede av kommunreformen i Sverige 1971 återuppgick Gustavsberg i Värmdö kommun år 1974.

### Porslinsfabriken

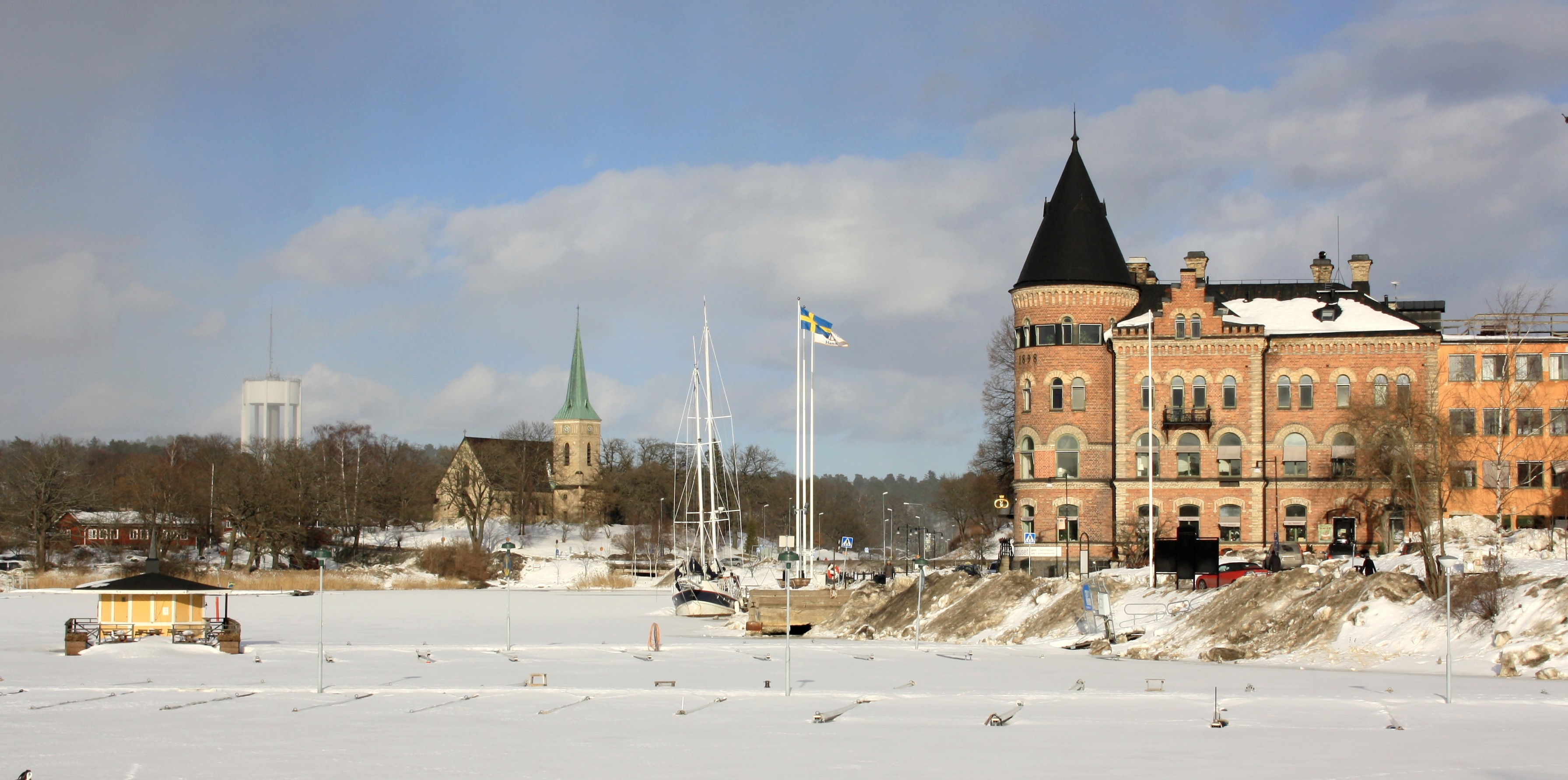
Gustavsbergs hamn vintertid med delar av fabriksområdet till höger.

År 1825 fick Herman Öhman tillstånd av kommerskollegium att inrätta en porslinsfabrik. Tegelbruket revs och i december 1826 var fabriken färdig. Den drevs av firman J.H. Öhman & Co. Delägare var bland annat porslinsfabrikören Fredrik Rodhe och finansiären Johan Olof Wennberg. År 1826 ombildades företaget till Gustafsbergs Fabriksbolag.
Den snabbt växande bruksorten kom att domineras av progressiva brukspatroner som gjorde Gustavsberg till ett mönstersamhälle. Den mest betydande av dessa var Wilhelm Odelberg som var verksam från 1869 till 1920-talet och som även var konservativ riksdagsman. Han styrde över Gustavsberg i en patriarkalisk anda och för att slippa inblandning från Värmdös kommunalpolitiker såg han till att Gustavsberg bildade en egen kommun 1902. 
Villkoren för arbetarna var då så svåra i Gustavsberg att det dröjde till 1919 innan man vågade bilda en fackförening där, det vill säga nästan en mansålder senare än i övriga Sverige. Dess bildande sågs med oblida ögon av fabriksledningen. År 1937 såldes fabriken med bostäder och lantbruk till Kooperativa Förbundet för 3,65 miljoner kronor. En rad kända formgivare och keramiker, däribland den förste konstnärlige ledaren Wilhelm Kåge, formgivaren Stig Lindberg och keramikern Lisa Larson, var verksamma vid fabriken.

### Kooperationens roll i Gustavsberg
På 1860-talet bildades embryot till kooperation i Gustavsberg när Gustavsbergs Fabriks Uppköpsförening startades som aktiebolag och som före 1875 ombildades till en kooperativ förening med återbäring men med kredithandel på bok som avräknades mot lön, kontanthandel förbjöds i stadgarna. År 1919 bildades Gustavsbergs Konsumtionsförening U.P.A. som blev början till ett brukssamhälle byggt på kooperativa inslag. Konsumbutiker växte snabbt upp och fanns i de flesta bostadsområdena. År 1942 ordnade den KF-ägda porslinsfabriken daghem åt de anställda. Konsumföreningen fortsatte under dessa år att expandera och drev möbelvaruhus, pappershandel, skobutik samt klädaffär i egen regi. 
Efter KF:s köp av Gustavsbergs porslinsfabrik 1937 rustades de gamla omoderna bostäderna upp och nya byggdes som hyresbostäder. Det byggdes även nytt på fabriksområdet. På 1950-talet och senare uppfördes egnahem och områden med bostadsrättslägenheter. Efter KF:s köp kom porslinsfabrikens politiska makt att minska då inte längre fabriksägaren ledde kommunen. Efter andra världskriget fick Gustavsberg många nya invånare när fabriken expanderande. Många inflyttade kom från Norrland och från utlandet kom stora grupper från Italien, Jugoslavien och Finland.
I privata entreprenörers frånvaro fick Gustavsberg sin egenart av ett kooperativt samhälle, där fabriksledningen och kommunledningen ofta hade gemensamma intressen i samhällsbygget. Exempelvis uppfördes många bostäder liksom Kvarnbergsskolan och kommunalhuset "Runda Huset" av fabrikens byggnadsavdelning och ritades av KFAI. Ingenstans i Sverige blev kooperationen och dess idéer starkare än i Gustavsberg. Samhället hade sina likheter med Robert Owens idealsamhälle.

### Gustavsbergs centrum

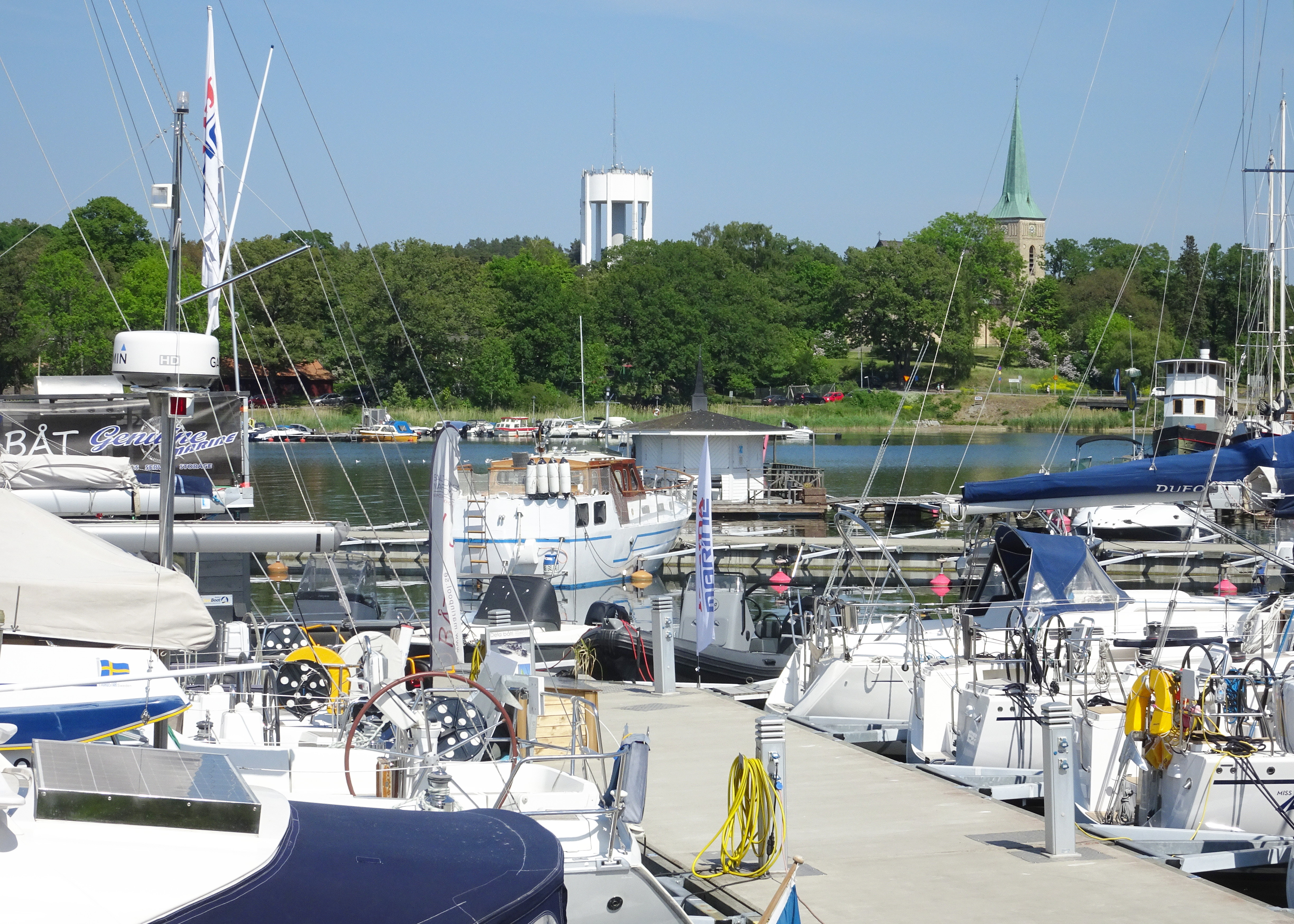
Gustavsbergs hamn, maj 2018.

Gustavsbergs tid som brukssamhälle försvann alltmer när verksamheten minskade för att helt försvinna under 2000-talet då de sista delarna av Gustavsbergs porslinsfabrik lades ned på orten. Kooperationens tidevarv på orten fick sitt slut 1994 då KF sålde de sista delarna av bolaget. Idag finns mindre keramikverksamhet på orten. Nedläggningen har inneburit att mark frigjorts på det tidigare fabriksområdet. Under 2000-talets första år byggdes delar av fabriksområdet om till kontor och bostäder med utmärkt läge vid hamnen, där även butiker och restauranger tillkom. År 2005 invigdes en ny galleria i Gustavsbergs centrum i det tidigare Domusvaruhuset.
I dagens centrala Gustavsberg fanns tre sjöar: Grundmarn, Rudmarn och Putten. Alla dessa sjöar hörde till ett sjösystem från Farstaviken i väst och Ösby träsk i öst. De tre sjöarna och den bäck som ingick i sjösystemet fylldes igen under 1940- och 1950-talet för att ge plats åt Gustavsbergs centrum. Grundmarn, även kallad Bagarns träsk fylldes igen och numera vid träsket står nu Runda huset, med adressen Bagarvägen uppkallat efter träskets namn. Rudmarn, även kallad Rutens träsk fylldes också igen och ovanpå träsket ligger nu KF:s parkering till Gustavsbergs centrum. Parkeringen har under senare decennier sjunkit flera decimeter. Där Putten var belägen, ligger nu Ekvallen som är Gustavsbergs sportanläggning.

### Befolkningsutveckling
| Befolkningsutvecklingen i Gustavsberg 1900–2020                                               | Befolkningsutvecklingen i Gustavsberg 1900–2020 | Befolkningsutvecklingen i Gustavsberg 1900–2020 | Befolkningsutvecklingen i Gustavsberg 1900–2020 | Befolkningsutvecklingen i Gustavsberg 1900–2020 |
| --------------------------------------------------------------------------------------------- | ----------------------------------------------- | ----------------------------------------------- | ----------------------------------------------- | ----------------------------------------------- |
|                                                                                               |                                                 |                                                 |                                                 |                                                 |
| År                                                                                            |                                                 |                                                 | Folkmängd                                       | Areal (ha)                                      |
| 1900                                                                                          | 1900                                            |                                                 | 1 759                                           | †                                               |
| 1960                                                                                          | 1960                                            |                                                 | 4 044                                           | 173                                             |
| 1965                                                                                          | 1965                                            |                                                 | 5 049                                           | 190                                             |
| 1970                                                                                          | 1970                                            |                                                 | 6 306                                           |                                                 |
| 1975                                                                                          | 1975                                            |                                                 | 6 209                                           |                                                 |
| 1980                                                                                          | 1980                                            |                                                 | 6 479                                           |                                                 |
| 1990                                                                                          | 1990                                            |                                                 | 6 659                                           | 304                                             |
| 1995                                                                                          | 1995                                            |                                                 | 8 791                                           | 360                                             |
| 2000                                                                                          | 2000                                            |                                                 | 9 429                                           | 391                                             |
| 2005                                                                                          | 2005                                            |                                                 | 9 682                                           | 391                                             |
| 2010                                                                                          | 2010                                            |                                                 | 11 333                                          | 427                                             |
| 2015                                                                                          | 2015                                            |                                                 | 20 774                                          | 1 404                                           |
| 2018                                                                                          | 2018                                            |                                                 | 23 467                                          | 1 417                                           |
| 2020                                                                                          | 2020                                            |                                                 | 24 341                                          | 1 491                                           |
| Anm.: Sammanvuxen med Hemmesta, Mörtnäs och Torsby 2015. † Som köpingsliknande samhälle 1900. |                                                 |                                                 |                                                 |                                                 |

## Samhället

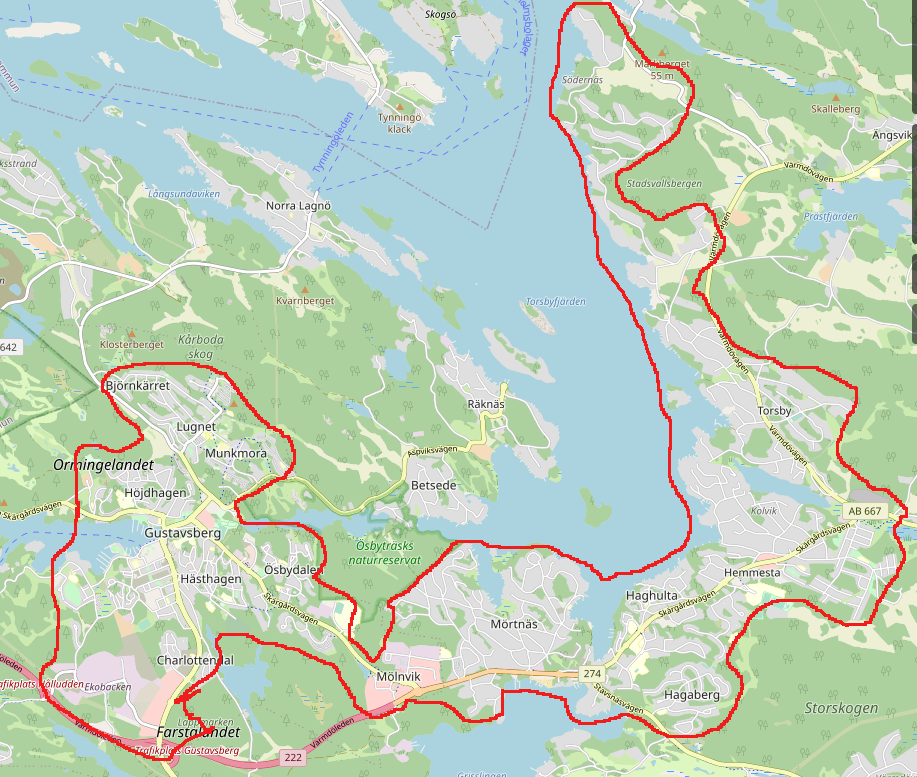
Ungefärlig omfattning av tätorten Gustavsberg, 2020

I Gustavsberg finns bland annat bostadsområdena Höjdhagen, Hästhagen, Porslinskvartern, Munkmora, Lugnet, Björnkärret, Bortre Hästhagen, Holmviksskogen, Ösbydalen, Hemmesta, Torsby och Hagaberg. I Mörtnäs vid Grisslingefjärden ligger det populära Grisslinge havsbad. 
Gustavsbergs är under stor utveckling och inflyttning, sedan 2013 pågår stora förändringar där bland annat gamla fabriksområdet i hamnen ersatts av nya bostäder, varav största delen är bostadsrätter i form av lägenheter och radhus. Även andra delar i centrala Gustavsberg förnyas och utvecklas med bostäder och näringsliv. Gustavsberg och Värmdö kommun är en av de kommuner som har den största procentuella befolkningsutvecklingen i Stockholms län. 
I samband med den större utbyggnaden av Gustavsberg under 1960-talet byggdes även Gustavsbergs vattentorn 1963–1964.
Runda huset byggdes på 1950-talet som ett kommunalhus och inhyser numera kommunbiblioteket. Som namnet antyder är det helt runt och har ett utseende som påminner om en citronpress. Byggnaden är ritad av KF-arkitekten Olof Thunström, som också hade ansvarat för samhällets planering i samband med brukets expansion under 1940-talet.   
Brukssamhället, med obruten verksamhet sedan 1600-talet, är skyddat som riksintresse för kulturmiljövården. 
I Gustavsbergs centrum ligger det kommunala badhuset Gustavsbergsbadet.

## Kommunikationer
Länsväg 222 går som motortrafikled strax söder om Gustavsberg och därefter som landsväg genom Grisslinge och Ålstäket. Allmänna kommunikationer utgörs av SL:s busslinjer, och till Stockholms innerstad (Slussen) går framförallt stomlinje 474, men också linjerna 423, 425 och 425X (endast högtrafik). En resa under rusningstid till Slussen från Gustavsbergs centrum med linje 474 tar cirka 25–30 minuter tack vare bussfiler längs hela länsväg 222 från Gustavsberg till Slussen. Under rusningstid avgår bussar från Gustavsberg var 3–5 minut.

## Galleri

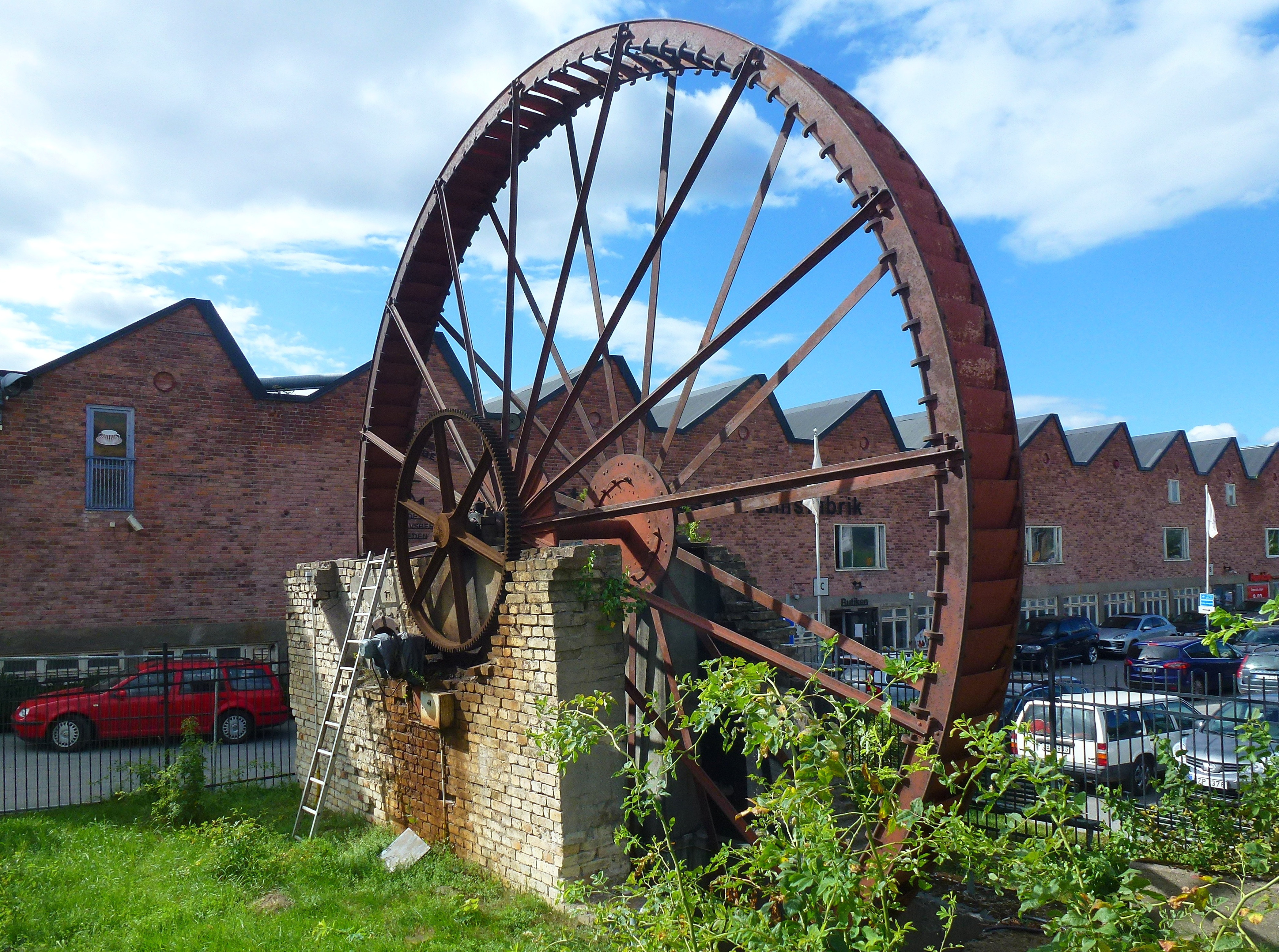
Fabrikens vattenhjul av järn är från 1895 och ersatte ett tidigare vattenhjul av trä. Hjulet började åter snurra under 2018.
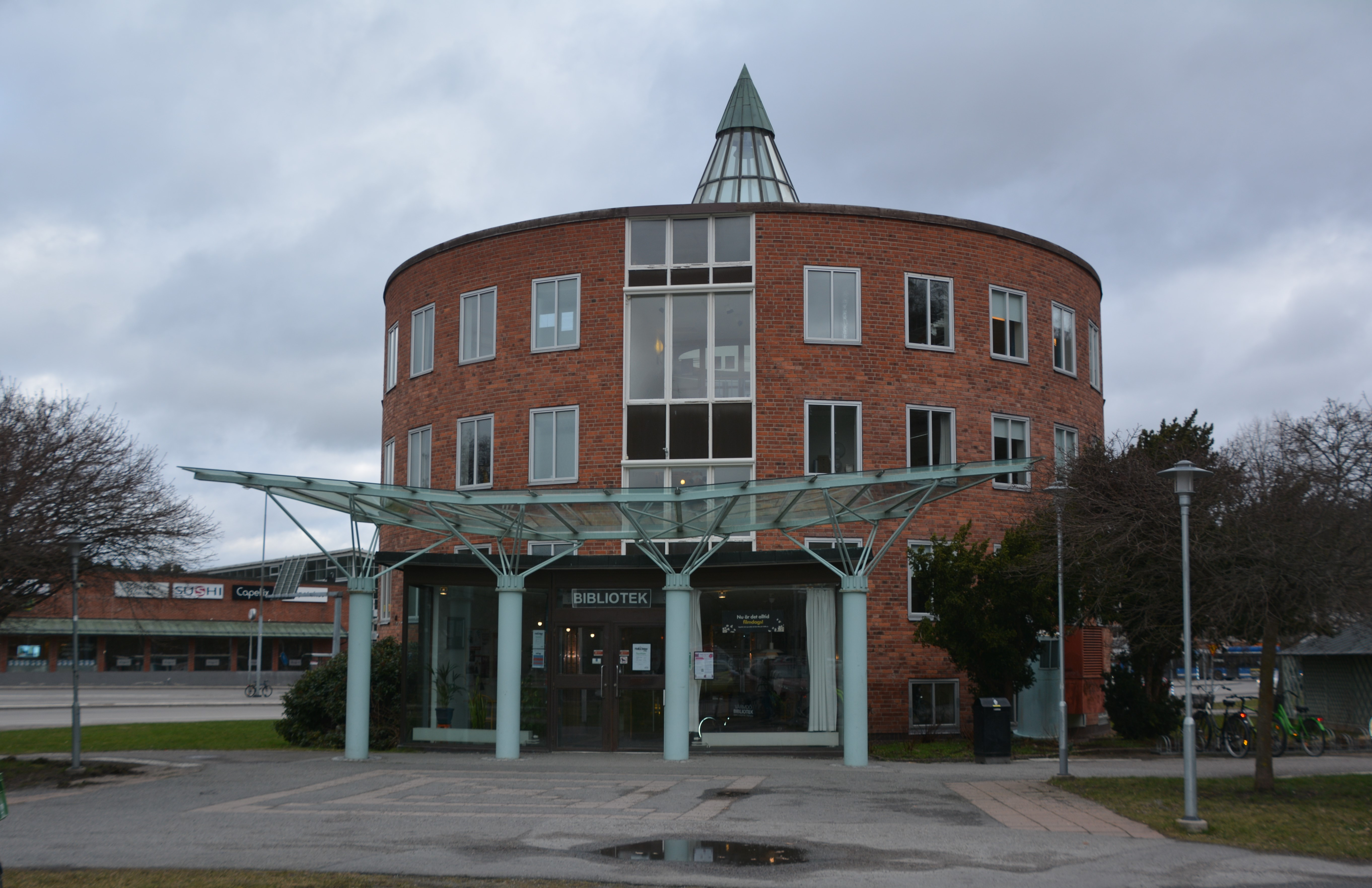
Runda huset, "Citronpressen", av arkitekt Olof Thunström.
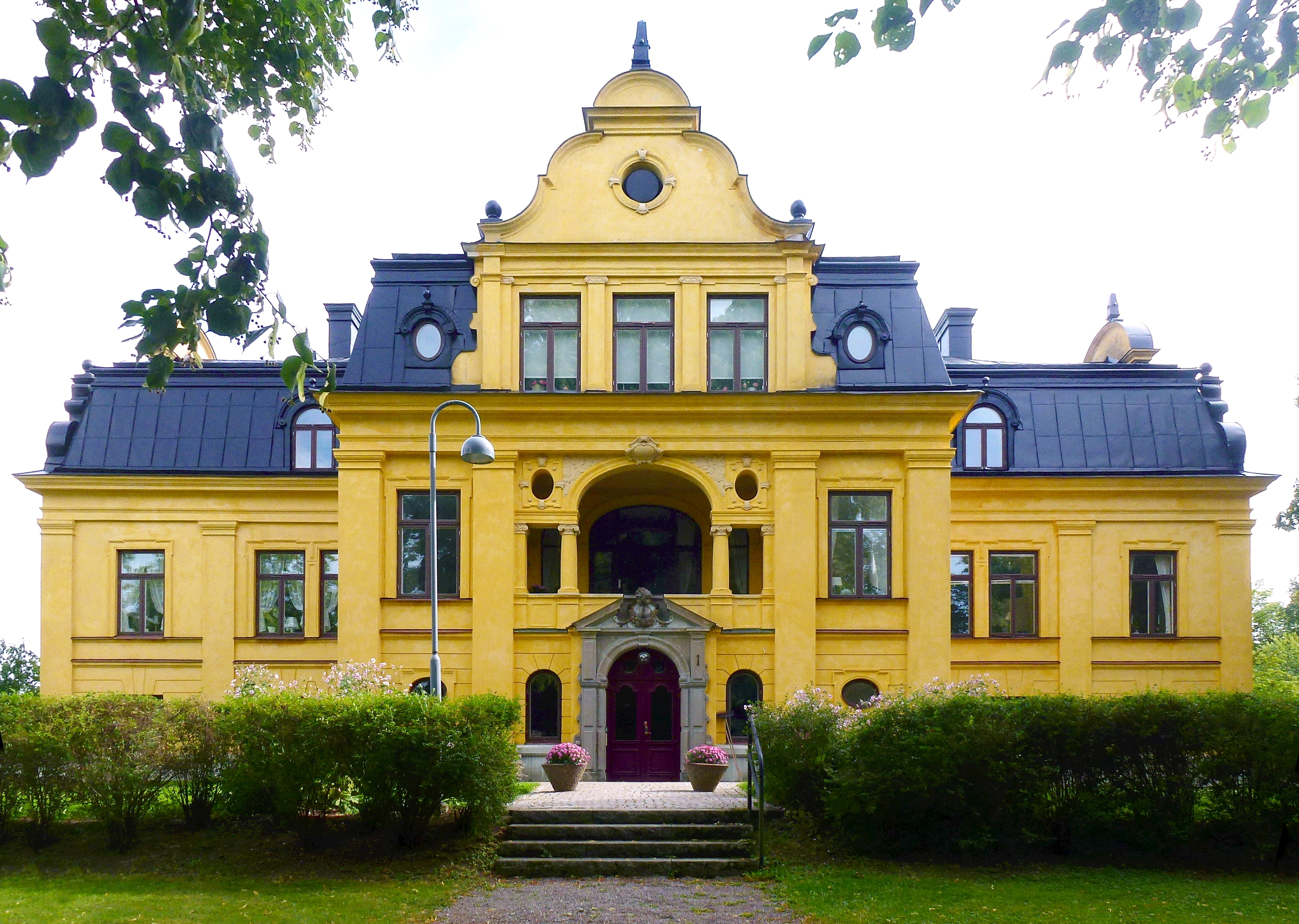
Farsta slott uppfördes ursprungligen på 1620-talet och fick sin nuvarande utformning 1894.

## Kända gustavsbergare
- Jan Huokko, ishockeyspelare (Tre Kronor)
- originalmedlemmarna i musikgruppen Noice
- Petra Hultgren, Fröken Sverige (1995)
- Pernilla Wahlgren, artist
- Niclas Wahlgren, artist
- Linus Wahlgren, artist
- Rasmus Sundstedt, innebandyspelare (landslaget)
- Börge Hellström, författare
- Susanna Alakoski, författare